# Scotolemon krausi
Scotolemon krausi is een hooiwagen uit de familie Phalangodidae.